# 光永房礼
光永 房礼（みつなが  のぶひろ、1983年12月2日 - ）は、日本の男性ブラジリアン柔術選手、柔術家。愛知県出身。福住柔術に所属。

## 略歴
1983年愛知県名古屋市生まれ。チームバルボーザジャパン名古屋に入会。2014年3月フェザー級白帯、2015年同アカデミーで青帯に昇格。その後、紫帯に昇格し、福住柔術に所属。
家族
- 兄- 光永隆志（元モデル、俳優）

## 戦績
2015年
- 8月23日、DUMAU KANSAI JIU JITSU CHAMPIONSHIP 2015（吹田市武道館開催）
マスター白帯ライトフェザー級 優勝[4]。

2016年
- 7月3日、第1回全日本マスター柔術オープントーナメント（1st All Japan Master JIU-JITSU OpenTournament[5]、愛知県武道館開催）
マスター1青帯ライトフェザー級３位。

2022年
- 10月23日「第14回関西柔術選手権（青・紫帯）」[6](14th KANSAI JIU-JITSU Championship【BL,PL】、大阪市立修道館開催）マスター2紫帯ライトフェザー級
光永房礼 (福住柔術) vs 山下洋輔 (徳島柔術)にて、優勝[7]。